# Anno 1503: The New World
Anno 1503: The New World er et simulationsspil og strategispil. Det blev udgivet af Sunflowers i 2003 og udviklet af Sunflowers og Max Design. Det er en efterfølger til Anno 1602 og er forgængeren til Anno 1701.